# ウスチュルト台地

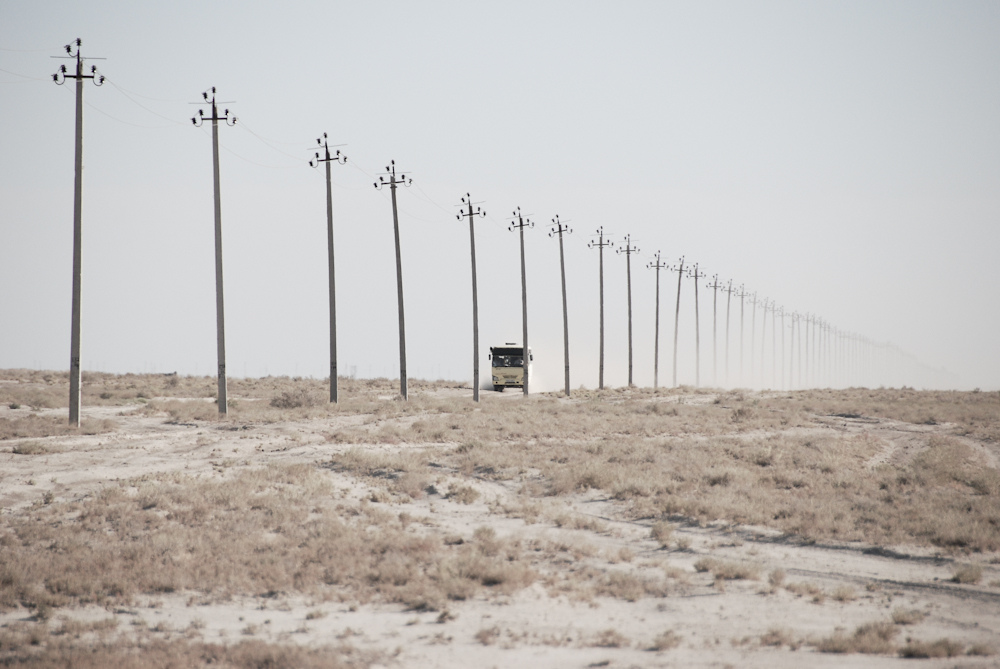
ウズベキスタンのウスチュルト台地

ウスチュルト台地（ウスチュルトだいち、カザフ語: Үстірт、ウズベク語: Ustyurt / Устюрт、トルクメン語: Üstyurt、カラカルパク語: Ústirt / Үстирт）は、中央アジアのカザフスタンとウズベキスタンにある台地。アラル海とカスピ海のあいだのおよそ20万平方kmにわたって広がる。平均標高は150mで、主に石質の砂漠からなる。羊や山羊、ラクダを飼育する半遊牧民が分布する。
座標: 北緯43度17分 東経55度33分 / 北緯43.283度 東経55.550度